# Pedro Nájera
Pedro Nájera Pacheco (* 3. Februar 1929 in Mexiko-Stadt; † 22. August 2020 in Cuernavaca, Morelos), auch bekannt unter seinem Spitznamen Siete Pulmones (Sieben Lungen), war ein mexikanischer Fußballspieler, der im Mittelfeld agierte.

## Verein
Pedro Nájera spielte zwischen 1954 und 1962 für den Club América.
Nach seiner aktiven Karriere war er als physischer Betreuer für den damaligen Provinzverein Cruz Azul tätig, der sich schon bald zu einem der Hauptrivalen des Club América entwickelte. 1970 wechselte er in den Betreuerstab seines Exvereins América und war dort in der Saison 1974/75 als Cheftrainer im Einsatz.

### Nationalmannschaft
Ohne bis dahin ein einziges Länderspiel absolviert zu haben, wurde er in den mexikanischen WM-Kader 1954 berufen, blieb dort aber ohne Einsatz. Sein Debüt in der Nationalmannschaft gab Pacheco erst am 4. März 1956 in einem Länderspiel gegen Peru, das mit 0:2 verloren wurde. Während er bei der WM 1958 unberücksichtigt blieb, gehörte er bei der WM 1962 zu den Stammspielern und absolvierte alle drei Spiele der Mexikaner in voller Länge. Der historische 3:1-Sieg gegen den späteren Vizeweltmeister Tschechoslowakei am 7. Juni 1962 (der erste WM-Sieg Mexikos überhaupt) war zugleich sein letzter Einsatz im Dress der Nationalmannschaft.